# Melissa Escoton
Melissa Escoton (* 23. April 1996) ist eine philippinische Hürdenläuferin, die sich auf die 100-Meter-Distanz spezialisiert hat.

## Sportliche Laufbahn
Erste internationale Erfahrungen sammelte Melissa Escoton im Jahr 2019, als sie bei den Südostasienspielen in Capas in 14,20 s den siebten Platz im 100-Meter-Hürdenlauf belegte. 2022 gelangte sie dann bei den Südostasienspielen in Hanoi mit 13,86 s auf Rang vier und im Jahr darauf wurde sie bei den Südostasienspielen in Phnom Penh in 14,33 s Siebte.
In den Jahren 2021 und 2022 wurde Escoton philippinische Meisterin im 100-Meter-Hürdenlauf. 

## Persönliche Bestleistungen
- 100 m Hürden: 13,86 s (0,0 m/s), 16. Mai 2022 in Hanoi